# Refuge faunique national Innoko
Le Refuge faunique national Innoko (anglais : Innoko National Wildlife Refuge) est une réserve faunique située dans la région de recensement de Yukon-Koyukuk, en Alaska aux États-Unis. Son statut a été établi en 1980 par l'Alaska National Interest Lands Conservation Act.
Sa superficie est de 15 582 kilomètres carrés, c'est le cinquième plus grand Refuge faunique des États-Unis. Son administration se trouve à McGrath.

## Description et faune
Le refuge comporte deux parties : la partie nord, appelée Kaiyah Flats est adjacente au fleuve Yukon, au sud-ouest de Galena, et fait 3 040 kilomètres carrés. La partie sud a une superficie de 12 540 kilomètres carrés autour de la rivière Innoko. C'est une zone marécageuse, lieu de nidification de  centaines de milliers d'oiseaux, dont les balbuzards, les chouettes épervières, les cygnes trompettes, les pygargues à tête blanche, les corbeaux communs, les hiboux à oreilles courtes et les faucons à queue rousse. Les espèces de mammifères qui abritent ce refuge sont les ours bruns et noirs, les orignaux, les loups, le lynx canadien, la martre, le porc-épic, le castor, le caribou, la loutre de rivière, le renard roux, le carcajou, le rat musqué et le vison.

Le refuge n'a pas d'accès routier, et ne contient aucune route. Il est seulement possible de s'y rendre par air, à partir de la ville de McGrath.

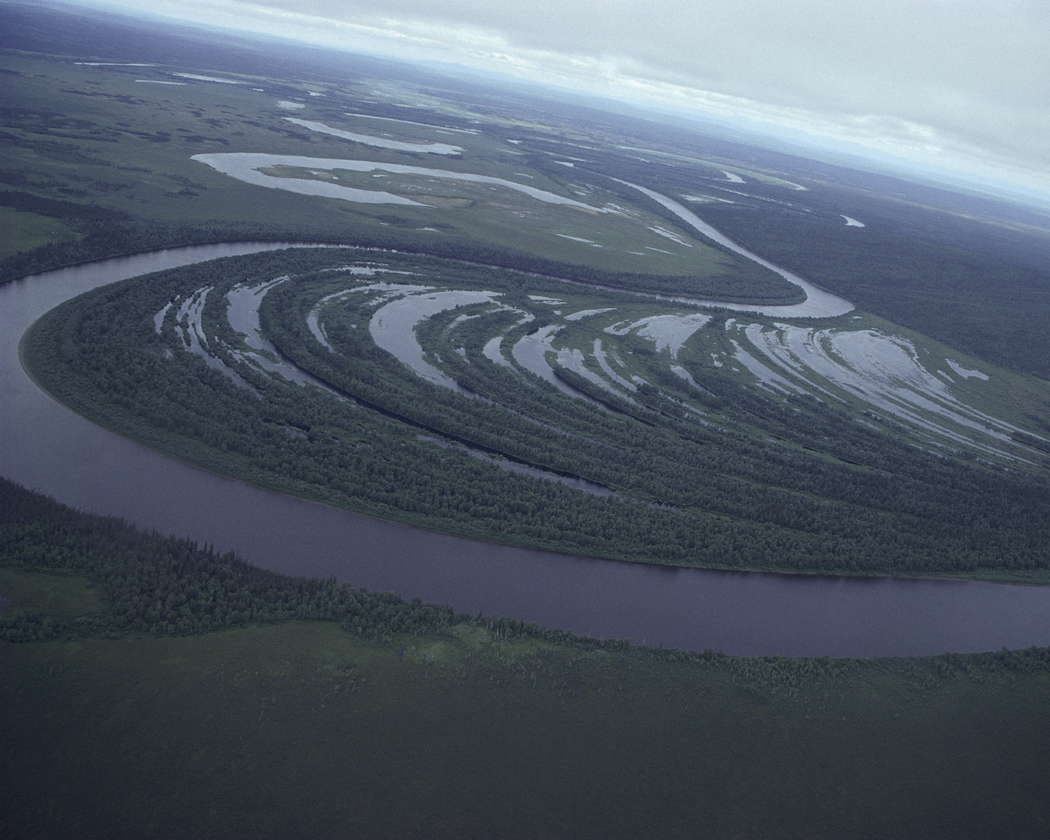
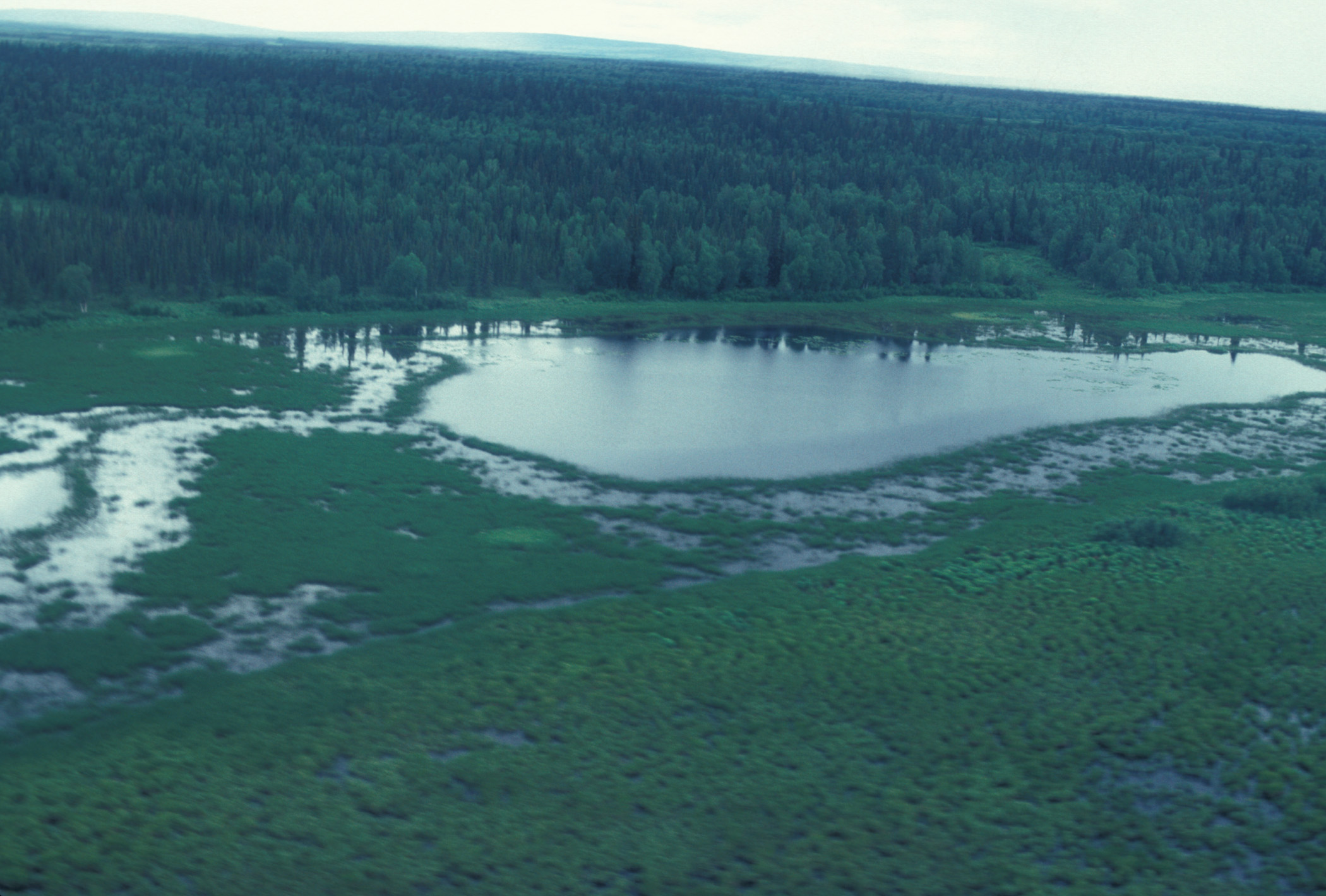
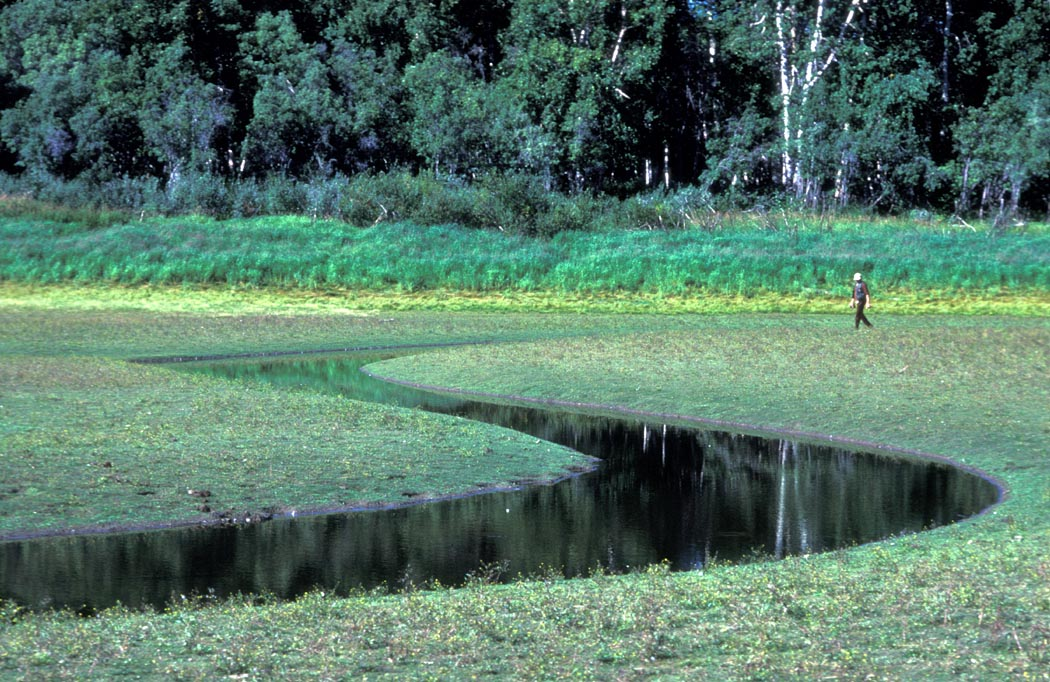
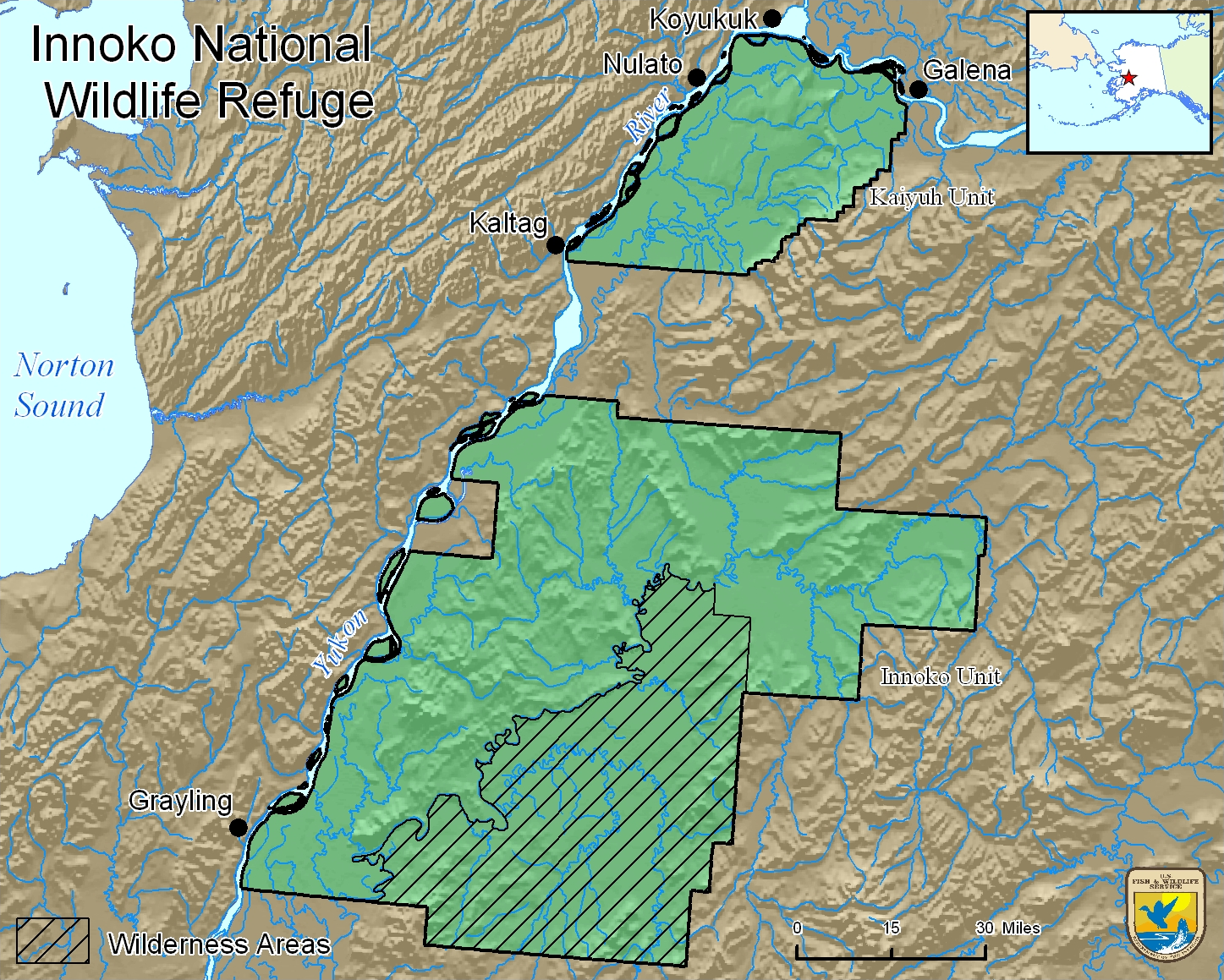
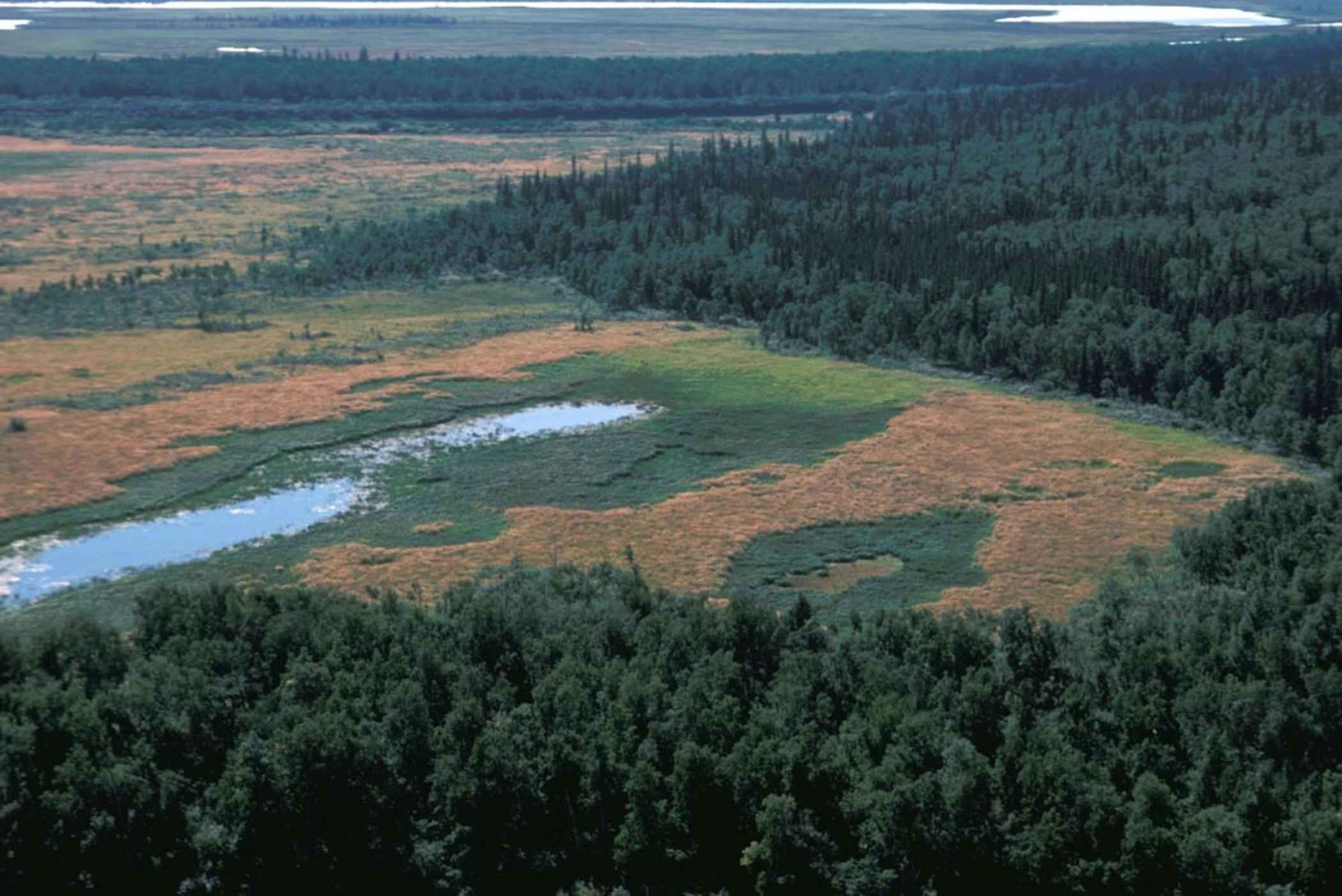
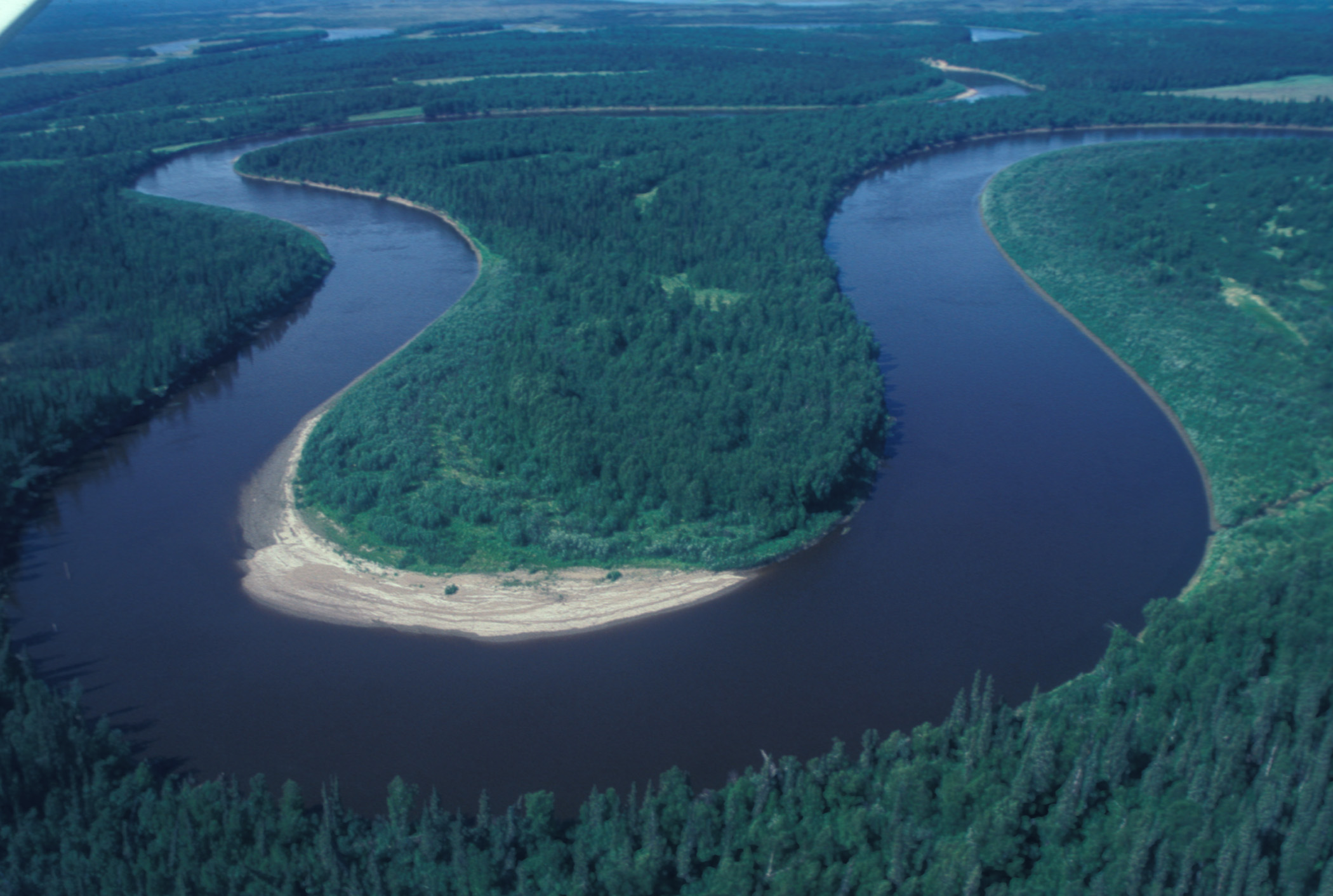
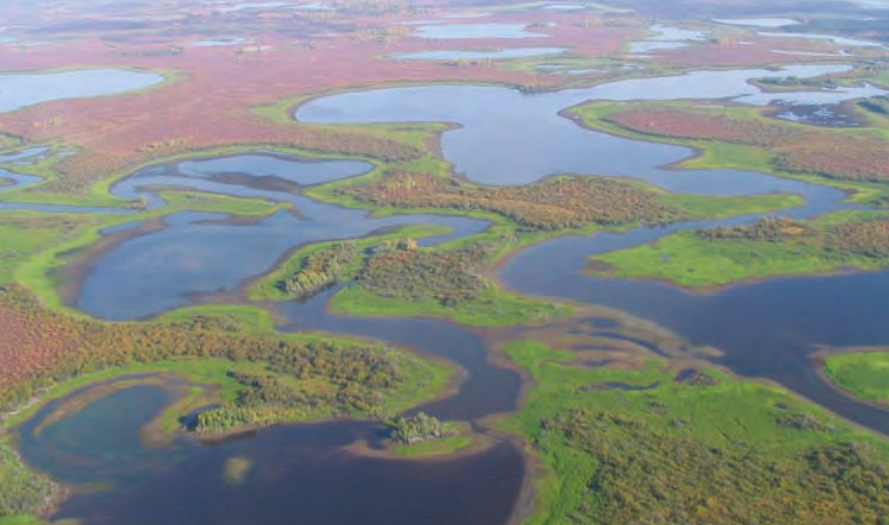
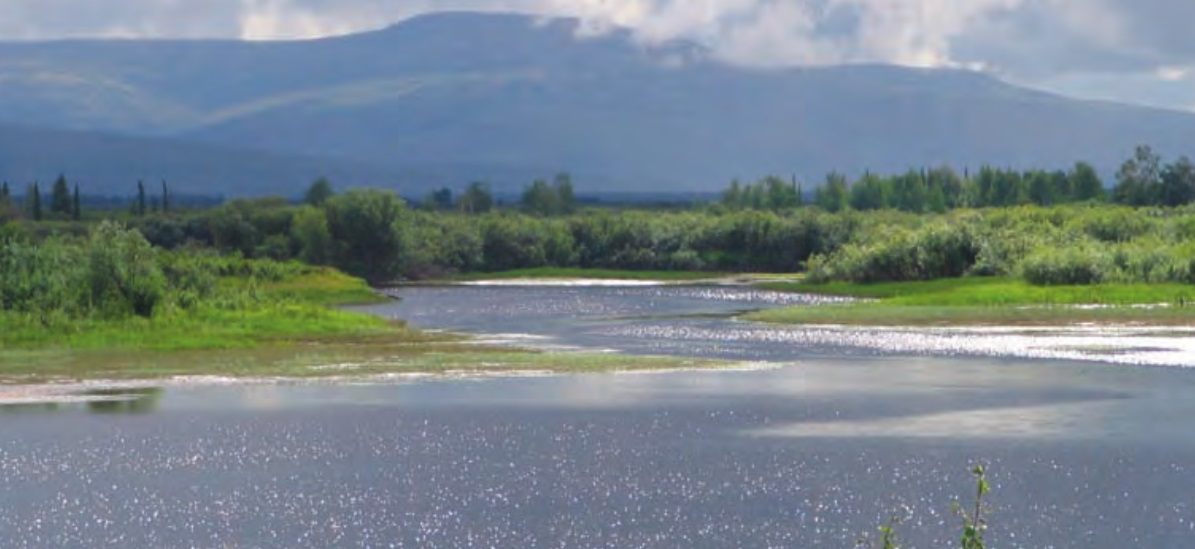